# Trilj
Trilj er en by i Dalmatien i distriktet Split-Dalmatia i den sydlige del af Kroatien, nordøst for Split. Den ligger ved floden Cetina. Ifølge folketællingen 2011 har Trilj 9.109 indbyggere.

## Historie
I området omkring Trilj er der mange arkæologiske fund, der går helt tilbage til jægerstenalderen. Den første etniske gruppe, der beboede dette område, var den illyriske stamme Delmati. Delmati-folket boede i bjergforter langs de kommunikationslinjer, der forbandt deres hovedstad Delminium med Adriaterhavetkysten. Hundrede og halvtreds års hårde kampe mod romerne (165 f.Kr.- 9. e.Kr.) endte med Delmati-folkets nederlag, hvorefter romerne byggede legionærfæstningen Tilurium på bakken over Trilj.
I romertiden var Tilurium, stedets latinske navn, et garnisonsted. I første halvdel af 1. århundrede var Legio VII Claudia (de) stationeret her. Efter deres tilbagetrækning fortsatte lejren med at blive brugt af hjælpetropper.